# Max Kaminsky-trófea
A Max Kaminsky-trófea egy díj, amelyet az Ontario Hockey League-ben játszó legjobb védő kap. A díjat 1969 előtt a legsportszerűbb játékos kapta meg. Azóta ezt a William Hanley-trófea helyettesíti. A trófeát Max Kaminskyről nevezték el, aki a St. Catharines Teepeest vezette Memorial-kupa győzelemre 1960-ban és a következő évben rákban hunyt el.

## A díjazottak
| Év        | Játékos                  | Csapat                            |
| --------- | ------------------------ | --------------------------------- |
| 2014–2015 | Anthony DeAngelo         | Sarnia & Sault Ste. Marie         |
| 2013–2014 | Aaron Ekblad             | Barrie Colts                      |
| 2012–2013 | Ryan Sproul              | Sault Ste Marie Greyhounds        |
| 2011–2012 | Dougie Hamilton          | Niagara IceDogs                   |
| 2010–2011 | Ryan Ellis               | Windsor Spitfires                 |
| 2009–2010 | Jacob Muzzin             | Sault Ste. Marie Greyhounds       |
| 2008–2009 | Ryan Ellis               | Windsor Spitfires                 |
| 2007–2008 | Drew Doughty             | Guelph Storm                      |
| 2006–2007 | Marc Staal               | Sudbury Wolves                    |
| 2005–2006 | Andrej Sekera            | Owen Sound Attack                 |
| 2004–2005 | Danny Syvret             | London Knights                    |
| 2003–2004 | James Wisniewski         | Plymouth Whalers                  |
| 2002–2003 | Brendan Bell             | Ottawa 67’s                       |
| 2001–2002 | Eric Reitz               | Barrie Colts                      |
| 2000–2001 | Alekszej Szemjonov       | Sudbury Wolves                    |
| 1999–2000 | John Erskine             | London Knights                    |
| 1998–1999 | Brian Campbell           | Ottawa 67’s                       |
| 1997–1998 | Chris Allen              | Kingston Frontenacs               |
| 1996–1997 | Sean Blanchard           | Ottawa 67’s                       |
| 1995–1996 | Bryan Berard             | Detroit Whalers                   |
| 1994–1995 | Bryan Berard             | Detroit Junior Red Wings          |
| 1993–1994 | Jamie Rivers             | Sudbury Wolves                    |
| 1992–1993 | Chris Pronger            | Peterborough Petes                |
| 1991–1992 | Drake Berehowsky         | North Bay Centennials             |
| 1990–1991 | Chris Snell              | Ottawa 67’s                       |
| 1989–1990 | John Slaney              | Cornwall Royals                   |
| 1988–1989 | Bryan Fogarty            | Niagara Falls Thunder             |
| 1987–1988 | Darryl Shannon           | Windsor Spitfires                 |
| 1986–1987 | Kerry Huffman            | Guelph Platers                    |
| 1985–1986 | Jeff Brown Terry Carkner | Sudbury Wolves Peterborough Petes |
| 1984–1985 | Bob Halkidis             | London Knights                    |
| 1983–1984 | Brad Shaw                | Ottawa 67’s                       |
| 1982–1983 | Al MacInnis              | Kitchener Rangers                 |
| 1981–1982 | Ron Meighan              | Niagara Falls Flyers              |
| 1980–1981 | Randy Boyd               | Ottawa 67’s                       |
| 1979–1980 | Larry Murphy             | Peterborough Petes                |
| 1978–1979 | Greg Theberge            | Peterborough Petes                |
| 1977–1978 | Brad Marsh Rob Ramage    | London Knights                    |
| 1976–1977 | Craig Hartsburg          | Sault Ste. Marie Greyhounds       |
| 1975–1976 | Rick Green               | London Knights                    |
| 1974–1975 | Mike O’Connell           | Kingston Canadians                |
| 1973–1974 | Jim Turkiewicz           | Peterborough Petes                |
| 1972–1973 | Denis Potvin             | Ottawa 67’s                       |
| 1971–1972 | Denis Potvin             | Ottawa 67’s                       |
| 1970–1971 | Jocelyn Guevremont       | Montréal Junior Canadiens         |
| 1969–1970 | Ron Plumb                | Peterborough Petes                |